# Louis de Guise (1575–1621)
Louis de Guise (ur. 22 stycznia 1575 w Lotaryngii, zm. 18 albo 25 czerwca 1621 w Saintes) – francuski kardynał.

## Życiorys
Urodził się 22 stycznia 1575 roku w Lotaryngii, jako syn Henryka I de Guise i Katarzyny de Clèves. Studiował na Uniwersytecie Paryskim, a następnie przyjął święcenia subdiakonatu. Około 1601 roku, z rozkazu Henryka IV został wybrany arcybiskupem koadiutorem Reims. Władzę nad archidiecezją zsukcedował w 1605 roku. Nigdy nie przyjął święceń prezbiteratu ani sakry, za to w 1611 roku poślubił Charlotte de Romorantin, dzięki specjalnie uzyskanej dyspensie od Pawła V. Małżeństwo doczekało się pięciorga dzieci: Charles’a Louisa, Achille’a, Henri Hectora, Charlotte i Louise (oprócz tego Louis de Guise miał nieślubnego syna z Charlotte de Harlay). 2 grudnia 1615 roku został kreowany kardynałem prezbiterem, jednak nigdy nie otrzymał kościoła tytularnego. Został także ambasadorem Francji przy Stolicy Piotrowej, jednak nigdy nie udał się do Rzymu. Zmarł 18 albo 25 czerwca 1621 roku w Saintes.